# Arne Larsen (agronom)
 Der er flere personer med dette navn, se Arne Larsen.
Arne Larsen (født 1936 i Astrup mellem Hjørring og Sindal, død 2024) var en dansk agronom, embedsmand og forsker. Han var blandt andet kabinetschef i den danske EF-kommissær Finn Gundelachs kabinet og senere forstander for Statens Jordbrugsøkonomiske Institut. 1993-1994 var han formand for Det Økonomiske Råd (overvismand).

## Levnedsløb
Larsen blev cand.agro. fra Landbohøjskolen i 1960 og fik en ph.d.-grad i jordbrugsøkonomi i 1966. 1973-1978 var han ansat i den daværende EF-kommission (i dag EU-Kommissionen) i kommissær Finn Gundelachs kabinet, hvor han avancerede til kabinetschef, inden han i 1978 blev forstander for Statens Jordbrugsøkonomiske Institut (en forløber for Institut for Fødevare- og Ressourceøkonomi), der ved samme lejlighed oprettede flere forskningsafdelinger. I 1988-1994 var han økonomisk vismand (medlem af formandskabet for Det Økonomiske Råd). Det sidste år af denne periode var han formand for rådet (overvismand).
Larsen forfattede en række publikationer om jordbrugs- og samfundsøkonomi og var i en periode formand for European Association of Agricultural Economists.